# 郭元益お菓子博物館

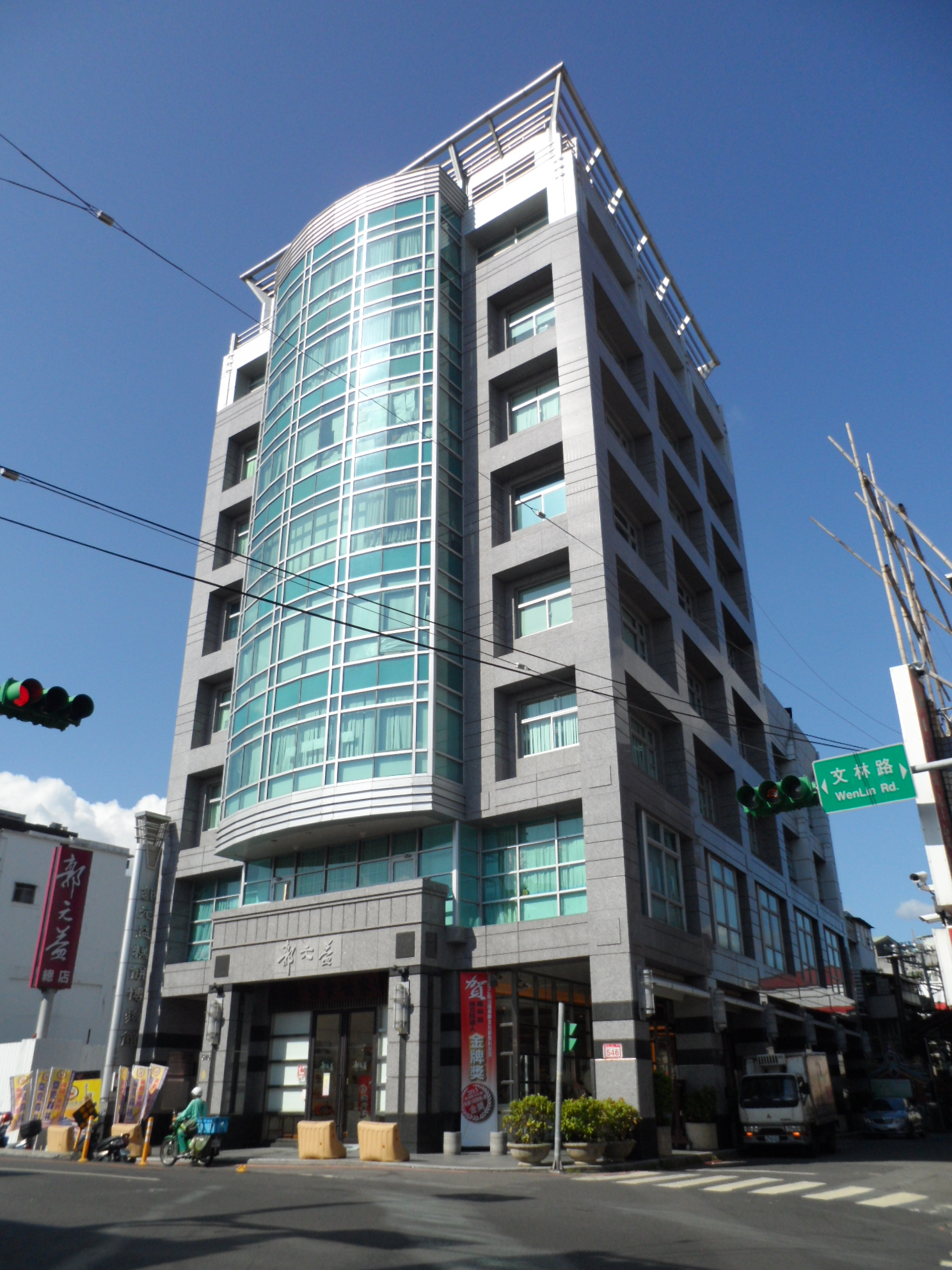
士林館

郭元益お菓子博物館（グォユェンイーおかしはくぶつかん、または、郭元益糕餅博物館 グォユェンイー・ガオビンボーウーグァン）は台湾の郭元益食品が2001年に開設した博物館。
桃園市楊梅区の楊梅館と台北市士林区の士林館という2つの館からなる。

## 概要
2001年3月に郭元益食品は桃園県幼獅工業区で台湾初の菓子博物館「楊梅館」を設立。さらに2002年8月に台北市士林区で2号館を設立。
博物館では、台湾菓子の代表格であるパイナップルケーキやミニ月餅などのお菓子作り体験イベントが開催され、菓子に関する歴史・風習についても紹介されている。 郭元益食品は昔の菓子の美しさをアピールするとともに、お菓子作りのイベントを通じて、菓子の伝統文化をより多くの人々に伝えようにしている。
士林館は郭元益食品の本社ビルにあり、台湾菓子の貴重な歴史意義と菓子文化の伝承をテーマとしている。楊梅館では宮廷菓子の製造法を紹介する観光工場や、菓子の生産ラインを見学することができる。